# Type-Length-Value
Das Type-Length-Value-Format (TLV; deutsch Typ-Länge-Wert; auch Tag-Length-Value) wird in Netzwerkprotokollen und Dateiformaten genutzt, um eine variable Anzahl von Attributen in einer Nachricht respektive Datei zu übertragen.
Ein Attribut wird durch folgendes Tripel (Type, Length, Value) übermittelt:
1. Type (Typ): bestimmt den Typ des Attributes
2. Length (Länge): bestimmt die Übertragungslänge des Attributes
3. Value (Wert): enthält den eigentlichen Wert des Attributes